# Etepe Kakoko
Emmanuel Kakoko Etepé, né le 22 novembre 1950 à Léopoldville, est un footballeur zaïrois des années 1970 et 1980.

## Biographie

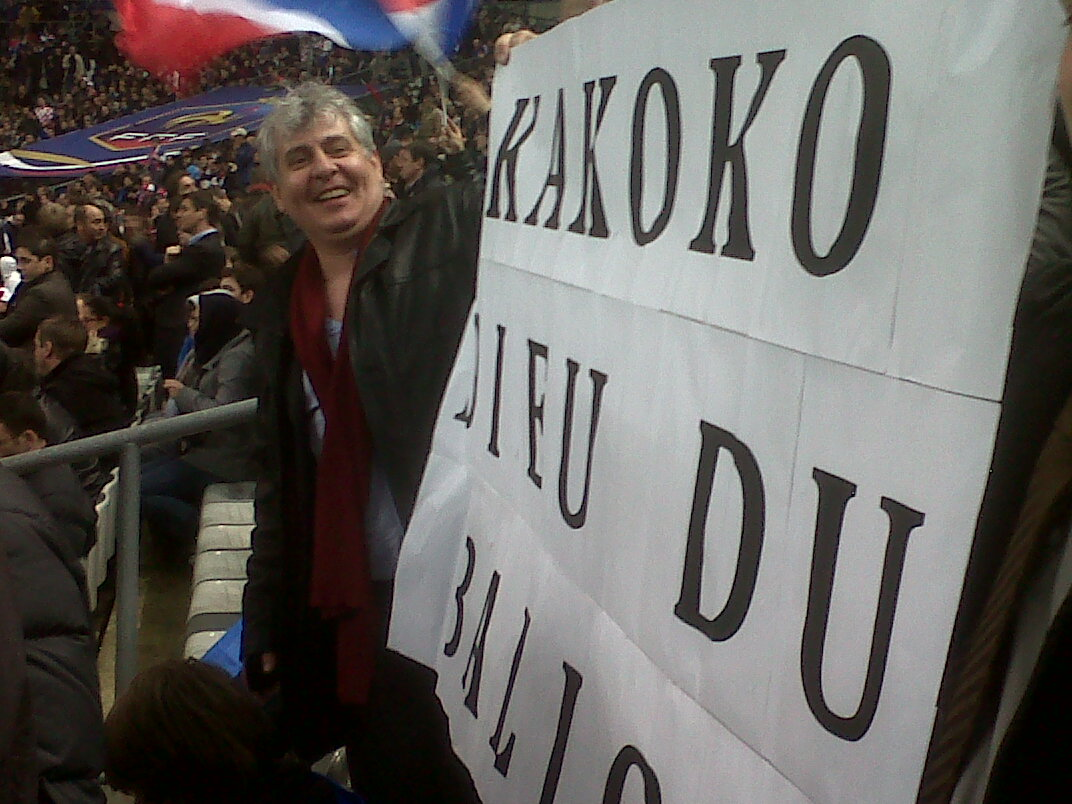
Une banderolle écrit Kakoko Dieu du Ballon vu à France/Croatie le 29 mars 2011 au Stade de France

En 1968, agé de 18 ans il signa chez Imana en provenance de Matete pour un montant de 1500Z qui vallait 3000$.
Installé en Allemagne en 1980, Kakoko a continué à pratiquer le football, son sport favori. Il a joué avec l'équipe réserve du VfB Stuttgart. En 1980, il est sacré champion de l'Oberliga Baden-Württemberg avec cette équipe. La même année, il passe chez les pros mais ne dispute qu’un seul match de Bundesliga (contre le Werder Brême, le 19 décembre 1981 (2-2)), sans inscrire de but. Mais c’est dans le 1. FC Saarbrücken qu’il retrouve le terrain et la joie de jouer en 1983. Il joue 22 matches et marque 14 buts lors de sa première saison, lors de sa deuxième saison il joue 27 matches et marque 9 buts pour la seule saison 1983-1984. L’équipe sarroise termine le championnat en dixième position. C’est au terme de la saison suivante alors qu’il joue dans le VfB Borussia Neunkirchen que dieu de ballon met un terme à sa carrière.
En tant qu'attaquant, Emmanuel Kakoko Etepé fut international zaïrois. Il remporta la CAN 1974 et participa à la Coupe du monde de football de 1974, où il joua comme titulaire contre l'Écosse, contre la Yougoslavie (mais il fut remplacé à la mi-temps) et ne joua pas contre le Brésil. Le Zaïre fut éliminé au premier tour.
Son fils, Yannick Kakoko, est actuellement entraïneur,.

## Palmarès
- Coupe d'Afrique des nations
  - Vainqueur en 1974
- Coupe du Zaïre
  - Champion en 1974 et en 1978
- Oberliga Rheinland-Pfalz/Saar
  - Champion en 1983